# Cratere Penticton
Penticton  è un cratere sulla superficie di Marte.